# Louis Chamniern Santisukniran
Louis Chamniern Santisukniran (sinh 1942; phiên âm khác:Louis Chamniern Santisukniram) là một Giám mục người Thái Lan của Giáo hội Công giáo Rôma. Ông từng là Tổng giám mục chính tòa Tổng giáo phận Thare and Nonseng từ năm 2015 đến khi hồi hưu năm 2020. Ông cũng từng đảm nhận nhiều vị trí quan trọng khác như Giám mục chính tòa Giáo phận Nakhon Sawan và Chủ tịch Hội đồng Giám mục Thái Lan từ năm 2009 đến năm 2015.

## Tiểu sử
Tổng giám mục Louis Chamniern Santisukniran sinh ngày 30 tháng 10 năm 1942, tại Nonseng, thuộc Thái Lan. Sau quá trình tu học dài hạn tại các chủng viện theo quy định của Giáo luật, ngày 17 tháng 5 năm 1970, Phó tế Santisukniran, 28 tuổi, tiến đến việc được truyền chức linh mục, nghi thức truyền chức cử hành trọng thể với vị chủ phong là Đương kim Giáo hoàng Giáo hoàng Phaolô VI. Tân linh mục cũng là thành viên Tổng giáo phận Thare and Nonseng.
Sau 18 năm thi hành cách trách vụ của một người linh mục, ngày 5 tháng 11 năm 1988, tin tức từ Tòa Thánh loan đi tin tức về việc bổ nhiệm của Giáo hoàng, tuyển chọn Louis Chamniern Santisukniran, 46 tuổi, gia nhập hàng ngũ giám mục đoàn hoàn vũ, với vị trí được sắp xếp là Giám mục chính tòa Giáo phận Nakhon Sawan. Lễ tấn phong cho vị giám mục tân cử được tổ chức sau đó vào ngày 23 tháng 1 năm 1999, với phần nghi thức chính yếu được cử hành cách trọng thể bởi 3 giáo sĩ cấp cao. Chủ phong cho vị tân giám mục là Hồng y Michael Michai Kitbunchu, Tổng giám mục Tổng giáo phận Băng Cốc. Hai vị còn lại, với vai trò phụ phong, gồm có Giám mục Joseph Banchong Aribarg, Nguyên giám mục chính tòa Giáo phận Nakhon Sawan và Tổng giám mục Lawrence Khai Saen-Phon-On, Tổng giám mục Tổng giáo phận Thare and Nonseng. Tân giám mục chọn cho mình châm ngôn:Adveniat regnum tuum.
Hơn 6 năm giữ vị trí Giám mục chính tòa Nakhon Sawan của Giám mục Louis Chamniern Santisukniran đột ngột chấm dứt với quyết định từ Tòa Thánh, thuyên chuyển nhiệm sở đối với giám mục này, cụ thể thăng Tổng giám mục chính tòa Tổng giáo phận Thare and Nonseng. Quyết định trên được Tòa Thánh cho công bố vào ngày 1 tháng 7 năm 2005. Tân Tổng giám mục cử hành các nghi thức nhậm chức sau đó vào ngày 20 tháng 8 cùng năm.
Ngoài các chức danh chính thức từ Tòa Thánh, Tổng giám mục Santisukniran cũng từng đảm nhiệm vị trí Chủ tịch Hội đồng Giám mục Thái Lan từ tháng 10 năm 2009 đến năm 2015. Ông được chính thức cho từ nhiệm vào ngày 13 tháng 5 năm 2020.